# Исидор Сидеров
Исидор Сидеров (на гръцки: Ισίδωρος Σιδέρης, Исидорос Сидерис) e гъркоманин, деец на гръцка андартска чета в Македония.

## Биография
Исидор Сидеров е роден в 1885 година в костурското село Яновени, тогава в Османската империя, днес Янохори, Гърция, в семейството на Йован (Йоанис) и Екатерина (Екатерини). Чичо му Христо е убит в 1884 година от разбойници от Зерма, Коницко. Исидор учи в яновенското училище. В 1899 година баща му и брат му Димитър заминават при чичо му Киряк в Трикала, а Исидор и сестра му Константина остават в Яновени при майка им. След смъртта на баща му в 1900 година Исидор и майка му са принудени да напуснат Яновени, притиснати от албанци, които искат да заграбят имотите на вдовицата, и също се установяват в Трикала.
В 1905 година се присъединява към гръцката пропаганда и заедно с поручик Георгиос Кондилис оглавява чета от 15-20 души, която действа в Костурско и родното му Нестрамско. Четата е под главното командване на Георгиос Цондос (Вардас). Сидеров участва в много сражения и по-късно е провъзгласен за капитан от първи ранг.
По време на Първата световна война Сидеров участва в гръцката акция в Северен Епир. Като военен губернатор на Дарда в 1914 година се жени за учителката Евандия Конда, с която имат две деца - Екатерини и Христос. На 13 ноември 1916 година е арестуван в Корча от французите, отведен в Солун, а по-късно в затвор в Марсилия. Освободен е след две години и на 23 декември 1918 година се връща в Гърция и се установява в Ляпчища. Работи като чиновник.
Умира в Неаполи (Ляпчища) през Втората световна война, екзекутиран от германските окупационни власти.
В 1988 година е публикуван дневникът му, воден от 10 август 1905 до 11 септември 1907 година.